# 正山寺 (東京都港区)
正山寺（しょうさんじ）は、東京都港区にある曹洞宗の寺院。

## 歴史
1610年（慶長15年）、仁賀保挙誠の開基である。挙誠は出羽国仁賀保藩の藩主である。
元々は、芝西久保（現・港区虎ノ門）に位置していたが、その後、芝金杉浜（現・港区芝）に移り、最終的に現在地に移転した。
1894年（明治27年）、高輪にあった国昌寺を合併している。

## 墓所
以下の人物が葬られている。
- 旗本由良氏
- 旗本仁賀保氏
- 細谷源蔵（旗本仁賀保家[3]家臣）
- 大石良欽（赤穂藩家老、大石内蔵助良雄の祖父）
- 大石良昭（赤穂藩家老、大石内蔵助良雄の父）
- 大石良重（赤穂藩家臣、良欽の弟）
- 小川正孝（化学者）

## 交通アクセス
- 白金高輪駅または泉岳寺駅より徒歩10分。